# Измайлова, Елена Давыдовна
Елена Давыдовна Измайлова (23 сентября 1920, Екатеринослав — 13 марта 2005, Москва) — советская и российская актриса театра и кино, заслуженная артистка РСФСР (1977).

## Биография
Родилась 23 сентября 1920 года в Екатеринославе. Отец — Давид Миронович (Меерович) Турок (партийный псевдоним Измайлов; 13 апреля 1897, Брест-Литовск — ?), сын пинского мещанина, воевал в кавалерийских частях Будённого, начальник фотограмметрической части топогеодезического отделения 7-го (военно-топографического) отдела Генерального штаба РККА, затем начальник НИИ военно-топографической службы РККА, интендант 1-го ранга; позже работал инженером-геодезистом в управлении военно-топографических работ в Хабаровске, где был арестован в 1938 году, в 1940 году осуждён на 5 лет ИТЛ, реабилитирован в 1956 году.. Мать была немкой, приехавшей в Россию гувернанткой до Первой мировой войны. В 1923 году семья переехала сначала в Ростов-на-Дону, а затем, в 1925 году — в Москву, где отец работал инженером-геодезистом в Аэрофототопографическом управлении. 
В 1928 году поступила в школу № 173 Свердловского района Москвы, в 1939 году поступила в Театральное училище имени Щукина. Во время Великой Отечественной войны эвакуировалась вместе с Киевской киностудией в Ашхабад. В 1943 году вернулась в Москву в Театр имени Вахтангова, а в 1945 году окончила театральное училище и стала актрисой театра имени Вахтангова, где прослужила всю жизнь.
В кино актриса дебютировала в фильме «Годы молодые» Киевской киностудии, съёмки которого и привели её в своё время в эвакуацию. Всего она снялась в двух десятках картин, наиболее значительными ролями в кинематографе для неё стали миссис Уэлдон в фильме «Пятнадцатилетний капитан» (1945) и Лиза в фильме «Подвиг разведчика» (1947).
Кроме театра и кино в 1974—1989 годы занималась концертной деятельностью, создавала литературные композиции с другой актрисой театра Вахтангова Агнессой Петерсон («Три элегии» по Николаю Некрасову; «Тургенев и Полина Виардо»; композицию о творчестве Леонида Андреева). Руководила драматическими коллективами на химическом факультете МГУ, на Электроламповом заводе, Заводе точных приборов, преподавала в ГИТИСе на заочном отделении актёрского факультета.
Последние годы жизни провела в Доме ветеранов сцены имени Яблочкиной. Умерла 13 марта 2005 года, похоронена на Ваганьковском кладбище (29-й участок), рядом с мужем.

## Семья
- Первый муж — актёр Ростислав Георгиевич Ивицкий (1908—1974). Короткий брак продолжался лишь в эвакуации, в Москву в 1943 году Ивицкий не поехал.
  - Сын — Денис (род. 1942).
- Второй муж (незарегистрированный брак с 1945 по 1950) — актёр Владимир Абрамович Этуш (1922—2019).
- Третий муж — актёр Николай Дмитриевич Тимофеев (1921—1999). С 1952 года.
  - Дочь — Екатерина (род. 1956).

## Награды и премии
- Заслуженная артистка РСФСР (1977).

## Творчество

### Работы в театре
- 1952 — «Два веронца» — Сильвия
- 1958 — «Идиот» — Александра Епанчина
- 1959 — «Стряпуха» — Колхозница
- 1959 — «Иркутская история» — Первая любовь Сердюка
- 1961 — «Стряпуха замужем» — Колхозница
- 1962 — «Живой труп» — Лиза Протасова
- 1963 — «Принцесса Турандот» — рабыня
- 1964 — «Ливень» — Клавдия
- 1965 — «Правда и кривда» — Монахиня
- 1965 — «Западня» — Прачка
- 1966 — «Золушка» — мачеха
- 1968 — «Дети солнца» — Елена
- 1969 — «Мещанин во дворянстве» — госпожа Журден
- 1970 — «Человек с ружьём» — Варвара Ивановна
- 1970 — «Память сердца» — Галина Романовна
- 1974 — «День-деньской» — Алла Юрьевна
- 1976 — «Самая счастливая» — Врач
- 1976 — «Ричард III» — герцогиня Йоркская
- 1979 — «Тринадцатый председатель» — Второй заседатель
- 1979 — «Великая магия» — Синьора Дзанна
- 1980 — «Про Ивана-Не-Великана» — Нянька-мамка
- 1983 — «Анна Каренина» — Княгиня Щербатская
- 1989 — «Закат» — Маня

### Фильмография
- 1941 — Боевой киносборник № 7 («Ночь над Белградом») партизанка
- 1942 — Годы молодые — Оксана Ярош
- 1945 — Пятнадцатилетний капитан — миссис Уэлдон
- 1945 — Это было в Донбассе — Лиза, дочь Дарьи Тимофеевны
- 1946 — Белый клык — Алиса Скотт, жена Уиндона
- 1947 — Подвиг разведчика — Лиза, радистка (Тереза Грубер)
- 1947 — Голубые дороги (нет в титрах)
- 1950 — Второй караван (не был завершён)
- 1952 — Композитор Глинка — Ольга Ланская, жена Одоевского (нет в титрах)
- 1955 — Тайна вечной ночи — Александра Васильевна Соколова, врач'
- 1956 — Главный проспект — Ольга Гриценко
- 1956 — Много шума из ничего — Маргарита
- 1959 — Колыбельная — сотрудница отдела розыска
- 1967 — Прямая линия — Елена Петровская
- 1968 — Тысяча душ — городничиха
- 1972 — Счастья ищут в одиночку — Помелова
- 1973 — Назначение
- 1973 — Старая крепость (6-7 серии «Город у моря») — Науменко, жена директора завода
- 1973 — Память сердца — Ольга Романовна
- 1977 — Мещанин во дворянстве — госпожа Журден
- 1978 — Золушка — мачеха
- 1982 — Ричард III — герцогиня Йоркская
- 1987 — Тринадцатый председатель — второй заседатель